# Mechanizm maltański

Mechanizm maltański z 6 zazębieniami, w ruchu

Mechanizm maltański z zazębieniem wewnętrznym

Mechanizm maltański z 4 zazębieniami

Mechanizm maltański – mechanizm zamieniający ciągły ruch obrotowy członu napędzającego w ruch przerywany członu napędzanego. Sworzeń koła napędzającego wchodzi kolejno w zazębienia krzyża powodując jego okresowy obrót o pewien kąt. Koło to posiada także wycięcie blokujące człon napędzany pomiędzy kolejnymi obrotami. Mechanizm taki nazywany jest maltańskim, ponieważ jeden z jego elementów (człon napędzany) przypomina krzyż maltański. Istnieje bardzo wiele odmian tych mechanizmów, różniących się m.in. kształtem i liczbą zazębień, np. mechanizm maltański z zazębieniem wewnętrznym, który ma bardziej zwartą budowę, większą wytrzymałość mechaniczną, a jego osie obracają się w tym samym kierunku. Mechanizm maltański znalazł szerokie zastosowanie najpierw w zegarach mechanicznych, potem w projektorach i kamerach filmowych, obrabiarkach i innych urządzeniach automatycznych. Ze względu na rozwój elektroniki, obecnie jest bardzo rzadko stosowany, a sterowanie jest realizowane przez elektroniczne układy sterujące.
Mechanizm taki został po raz pierwszy wykonany i użyty do produkcji zegarów mechanicznych, przez zegarmistrzów z manufaktury szwajcarskiej Vacheron Constantin powstałej w 1755 w Genewie, a założonej przez Jeana-Marca Vacherona. Zegarmistrzowie, którzy zmodyfikowali inny mechanizm również znanej manufaktury Jaeger LeCoultre wprowadzili właśnie mechanizm maltański. Jako że istotny element tego mechanizmu był bardzo podobny do maltańskiego krzyża, to nazwa jaką nadano temu mechanizmowi jest od niego zapożyczona, zaś sam krzyż maltański jest znakiem firmowym marki Vacheron Constantin, która jest uznawana za jedną z najbardziej prestiżowych marek świata (najstarsza działająca nieprzerwanie).